# Bucy-lès-Cerny
Bucy-lès-Cerny és un municipi francès situat al departament de l'Aisne i a la regió dels Alts de França. L'any 2007 tenia 181 habitants.

## Demografia

### Població
El 2007 la població de fet de Bucy-lès-Cerny era de 181 persones. Hi havia 72 famílies de les quals 16 eren unipersonals (4 homes vivint sols i 12 dones vivint soles), 20 parelles sense fills i 36 parelles amb fills.
La població ha evolucionat segons el següent gràfic:
Habitants censats

### Habitatges
El 2007 hi havia 82 habitatges, 68 eren l'habitatge principal de la família, 2 eren segones residències i 12 estaven desocupats. Tots els 82 habitatges eren cases. Dels 68 habitatges principals, 66 estaven ocupats pels seus propietaris i 2 estaven llogats i ocupats pels llogaters; 5 tenien tres cambres, 13 en tenien quatre i 51 en tenien cinc o més. 46 habitatges disposaven pel capbaix d'una plaça de pàrquing. A 20 habitatges hi havia un automòbil i a 43 n'hi havia dos o més.

### Piràmide de població
La piràmide de població per edats i sexe el 2009 era:
| Homes | Edats   | Dones |
| ----- | ------- | ----- |
| 0     | 95 o +  | 0     |
| 0     | 90 a 94 | 0     |
| 4     | 85 a 89 | 0     |
| 0     | 80 a 84 | 0     |
| 8     | 75 a 79 | 12    |
| 0     | 70 a 74 | 0     |
| 0     | 65 a 69 | 4     |
| 0     | 60 a 64 | 0     |
| 8     | 55 a 59 | 8     |
| 0     | 50 a 54 | 4     |
| 8     | 45 a 49 | 0     |
| 8     | 40 a 44 | 8     |
| 4     | 35 a 39 | 8     |
| 8     | 30 a 34 | 8     |
| 4     | 25 a 29 | 4     |
| 0     | 20 a 24 | 0     |
| 4     | 15 a 19 | 4     |
| 16    | 10 a 14 | 12    |
| 4     | 5 a 9   | 8     |
| 4     | 0 a 4   | 4     |

## Economia
El 2007 la població en edat de treballar era de 122 persones, 95 eren actives i 27 eren inactives. De les 95 persones actives 87 estaven ocupades (44 homes i 43 dones) i 8 estaven aturades (5 homes i 3 dones). De les 27 persones inactives 7 estaven jubilades, 6 estaven estudiant i 14 estaven classificades com a «altres inactius».

### Ingressos
El 2009 a Bucy-lès-Cerny hi havia 73 unitats fiscals que integraven 191 persones, la mediana anual d'ingressos fiscals per persona era de 20.810 €.

### Activitats econòmiques
Dels 3 establiments que hi havia el 2007, 2 eren d'empreses financeres i 1 d'una empresa de serveis.
L'únic servei als particulars que hi havia el 2009 era una fusteria.

## Poblacions més properes
El següent diagrama mostra les poblacions més properes.